# 普里貝雷日內
48°15′9″N 38°19′7″E / 48.25250°N 38.31861°E
普里貝雷日內（烏克蘭語：Прибережне）是位於烏克蘭東部的市級鎮，由頓涅茨克州霍爾利夫卡區的武赫萊希爾斯克市鎮負責管轄。該鎮距離頓涅茨克64公里，海拔高度209米，2013年人口155。